# Brookdale (New Jersey)
Brookdale est une census-designated place située dans le comté d'Essex, dans l’État du New Jersey, aux États-Unis. Lors du recensement de 2020, elle compte 9 854 habitants.